# American Merchant Marine Museum
Het American Merchant Marine Museum in Kings Point Long Island (New York) stelt historische voorwerpen, gereedschap en kunstvoorwerpen ten toon, die te maken hebben met de United States Merchant Marine Academy (USMMA), de U.S. Merchant Marine en het beroep van zeevarende. Het wil adelborsten en het grote publiek informeren en waardering bijbrengen over de belangrijke bijdragen die zeevarenden aan de geschiedenis hebben geleverd. In het bijzonder door USMMA-afgestudeerden en personeel, zowel in oorlog als in vredestijd. Het exposeert naar eigen zeggen de grootste verzameling van navigatie en nautische instrumenten en de enige uitgebreide selectie van scheepsporselein ter wereld.
In 2014 werd het gebouw opgenomen in het National Historic Register

## Geschiedenis
Haast vanaf de start van de U.S. Merchant Marine Academy was er al een soort van museum op de campus. In 1945 werden er door een architect al plannen getekend voor een bibliotheek en museum. Tussen 1946 en 1958 lag het oude opleidingsschip Emory Rice langs een pier als museum schip. Het werd echter in 1958 gesloopt en de aanwezige collectie raakte verspreid over de campus. Toen adelborst Charles Renick, die in 1947 aan het USMMA afstudeerde, in 1961 als administrateur daar werd aangesteld, bepleitte hij een eigen ruimte voor een museum. Toen het zwaard van vice admiraal Matomu Ugaki als symbool van de Japanse overgave op 18 oktober 1845 aan  generaal Douglas MacArthur in 1973 gestolen werd uit de adelborstenlounge werd duidelijk dat er een veilige plaats moest komen om de schatten van de Academy ten toon te stellen. (Het zwaard kwam overigens in 1991 weer terug.) 
In 1974 kocht het “Kings Point Fund” het Lundy/Barstow Estate voor $500.000 en doneerde het in 1976 aan de Academy. De collectie kwam op de begane grond, in de kelder het depot en de tweede en derde verdieping werd gebruikt als hotel voor bezoekers. Het museum opende de deuren op 20 mei 1979. 
In 2009 werd het museum onder federaal gezag geplaatst met federale werknemers en aangevuld met vrijwilligers. Tot die tijd fluctueerde het beschikbare budget van $75.000 tot het huidige budget van $5.000. Dat werd opgevangen door soms grote giften. Zo doneerde de United States Maritime Administration de sloop van het SS Kingsport Victory in 1992 aan het museum, ter waarde van $334.000. 
Het museum wordt bijna dagelijks gebruikt door klassen met adelborsten, die ook veel bijdragen aan de schoonmaak en het onderhoud van de ruimten.

## Permanente exposities

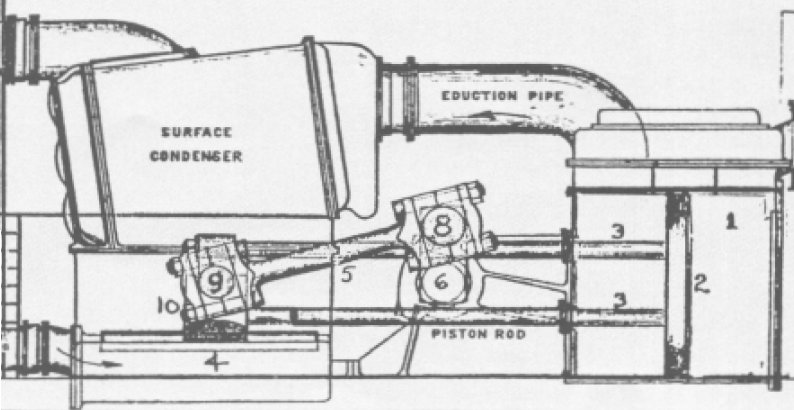
Detail van de stoommachine van de Emory Rice, voormalige gunboat USS Ranger (1873)

- 1984 De 61-ton Emory Rice stoomachine
- 1985 Berger Hall, waar de machine is opgesteld, wordt geopend als bijgebouw
- 1990 Navigation Instrument Room
- 1999 Sperry Navigation Wing
- 2003 Maritime Hall of Fame
- 2011 CONVOY! Supplying Allied Victory in World War II
- 2014 Ships Made America
- 2014 “142” Gallery
- 2017 "Liberty’s War, An Engineer’s Memoir of the Merchant Marine 1942-1945"